# Кокірлянка (комуна)
Кокірлянка (рум. Cochirleanca) — комуна у повіті Бузеу в Румунії. До складу комуни входять такі села (дані про населення за 2002 рік):
- Бобок (1809 осіб)
- Гара-Бобоку (322 особи)
- Кокірлянка (2832 особи) — адміністративний центр комуни
- Рошіору (770 осіб)
- Тирлеле (72 особи)

Комуна розташована на відстані 113 км на північний схід від Бухареста, 18 км на схід від Бузеу, 81 км на захід від Галаца, 122 км на південний схід від Брашова.

## Населення
За даними перепису населення 2002 року у комуні проживали 5805 осіб.
Національний склад населення комуни:
| Національність | Кількість осіб | Відсоток |
| -------------- | -------------- | -------- |
| румуни         | 5797           | 99,9%    |
| цигани         | 7              | 0,1%     |
| угорці         | 1              | < 0,1%   |

Рідною мовою назвали:
| Мова      | Кількість осіб | Відсоток |
| --------- | -------------- | -------- |
| румунська | 5803           | > 99,9%  |
| угорська  | 1              | < 0,1%   |
| циганська | 1              | < 0,1%   |

Склад населення комуни за віросповіданням:
| Релігія      | Кількість осіб | Відсоток |
| ------------ | -------------- | -------- |
| православні  | 5800           | 99,9%    |
| старообрядці | 2              | < 0,1%   |
| лютерани     | 2              | < 0,1%   |
| реформати    | 1              | < 0,1%   |